# Пентаплатинабарий
Пентаплатинабарий — бинарное неорганическое соединение
платины и бария
с формулой BaPt5,
кристаллы.

## Получение
- Сплавление стехиометрических количеств чистых веществ:

{\displaystyle {\mathsf {5Pt+Ba\ {\xrightarrow {1850^{o}C}}\ BaPt_{5}}}}

## Физические свойства
Пентаплатинабарий образует кристаллы
гексагональной сингонии,
пространственная группа P 6/mnm,
параметры ячейки a = 0,5503 нм, c = 0,4342 нм, Z = 1,
структура типа пентамедькальция CaCu5
.
Соединение конгруэнтно плавится при температуре 1825 °C; 1850 °C.